# Aaron Neumann (Volleyballspieler)
Aaron Neumann (* 16. August 2002) ist ein deutscher Volleyballspieler.

## Karriere
Neumann begann seine Karriere bei TuS Eintracht Wiesbaden. Von 2017 bis 2020 wurde er am Volleyball-Internat Frankfurt ausgebildet und war mit dem Team in der zweiten Liga aktiv. Danach spielte der Außenangreifer jeweils eine Saison bei den Ligakonkurrenten TV Bliesen und TGM Mainz-Gonsenheim. In der Saison 2023/24 trat er mit dem TV Bühl ebenfalls in der zweiten Liga Süd an. 2024 wurde er vom Erstligisten VC Bitterfeld-Wolfen verpflichtet.